# Aeroportul Hopetoun
Aeroportul Hopetoun (IATA: HTU, ICAO: YHPN) este un aeroport din Victoria, Australia.
Situat la o altitudine de 79 m, aeroportul dispune de o singură pistă. Este operat de Shire of Yarriambiack⁠(d).